# Apple II
La familia de computadores Apple II, presentada el 16 de abril de 1977 por Steve Jobs y Steve Wozniak en la primera feria informática de la costa oeste norteamericana en San Francisco,  fue la primera serie de microcomputadoras de producción masiva hecha por la empresa Apple Computer entre el 10 de junio de 1977 y mediados de los años 1980. El Apple II tenía una arquitectura de 8 bits basada en el procesador 6502. Era completamente diferente de los posteriores modelos Macintosh de Apple.
Su antecesor fue el Apple I, una máquina construida a mano y vendida a los aficionados. Nunca fue producido en gran cantidad, pero inició muchas de las características que harían del Apple II un éxito. El Apple II fue el primer microcomputador producido a gran escala. Fue popular entre los usuarios en casa, y fue ocasionalmente vendida también a gente de negocios. Después del lanzamiento de VisiCalc, la primera hoja de cálculo para computadora, las ventas del Apple II se dispararon.
El Apple II fue uno de los integrados, común en los primeros computadores personales pero no muy común hoy en día. Se muestran, sobre el computador, dos unidades de disquete originales de Apple, y un monitor.
Al igual que la Apple I, la Apple II fue diseñada por Steve Wozniak.

## Diseño
A diferencia de cualquier otra microcomputadora anterior, la Apple II se parecía más a un electrodoméstico que a un equipo electrónico. Esta era una computadora que no desentonaría en el hogar, en la oficina o el salón de clase. Su tapa era fácil de quitar de la carcasa de plástico beige, permitiendo acceder al interior de la máquina, incluyendo la placa base con ocho slots de expansión, y hasta 48 kilobytes de memoria de acceso aleatorio (RAM).
La Apple II tenía color y gráficos de alta resolución, capacidad de sonido y el lenguaje de programación Basic, inicialmente Integer BASIC, luego Applesoft BASIC. Comparado con microcomputadores anteriores, estas características estaban bien documentadas y eran de fácil aprendizaje. La Apple II despertó el comienzo de la revolución de la computadora personal, ya que su mercado meta era las masas en vez de únicamente ingenieros o personas aficionadas a la informática.

## Familia de computadores Apple II

### El Apple II original
Las primeras computadoras Apple II estuvieron a la venta el 10 de junio de 1977, basadas en un microprocesador 6502 de MOS Technology funcionando a 1 MHz, con 4 KiB de RAM, 12 KiB de ROM con el lenguaje de programación Integer BASIC, y una interfaz para grabadores de casetes de audio. El controlador de vídeo mostraba en la pantalla 24 líneas por 40 columnas de texto solamente en mayúsculas, con salida de vídeo compuesto NTSC para mostrase en un monitor, o en un aparato de televisión por medio de un modulador de RF. Por parte de terceros, estaban disponibles tarjetas de expansión que mostraban 80 columnas y soportaban minúsculas. Los usuarios podían guardar y recuperar programas y datos en casetes de audio. Otros lenguajes de programación, juegos, aplicaciones y otro software estaban también disponibles en casetes. El precio al por menor original fue 1298 dólares con 4 KiB RAM y 2638 dólares con 48 KiB RAM.
Más adelante se comercializó el Disk II, una unidad de disquete de 5¼ pulgadas externa, junto con la tarjeta controladora que se enchufaba en un slot de expansión (ranura) de la computadora (generalmente el slot # 6). Esto permitió el almacenamiento y posterior recuperación de los datos de forma mucho más eficiente y rápida. Esta interfaz de control de disco, creada por Steve Wozniak, todavía se considera como una maravilla de diseño de ingeniería. La tarjeta controladora tenía muy poco soporte de hardware, encargándose el software de proporcionar la codificación necesaria. El controlador también usó una forma de codificación GCR (Group Code Recording o Grabación de Códigos por Grupo), que era más simple y más fácil de implementar en software que el más comúnmente usado MFM (Modified Frequency Modulation). Esto redujo significativamente el costo total, dejando el precio total del sistema suficientemente bajo para los usuarios en casa. También hizo fácil que empresas desarrolladoras de software propietario pudieran desarrollar formas de protección para sus programas, al poder usar trucos como cambiar el formato de bajo nivel de los sectores o inclusive moviendo el cabezal de la unidad entre las pistas. Sin embargo, otros grupos vendieron software como Copy II Plus y Locksmith que podían eliminar esas restricciones.
El diseño abierto de Wozniak y las múltiples ranuras de expansión del Apple permitieron una extensa variedad de dispositivos de terceros que ampliaban las capacidades de la máquina. Controladores de puerto serie, controladores mejorados de vídeo, tarjetas de memoria, discos duros, y componentes de red estaban disponibles para este sistema en esos días. Había también tarjetas de emuladores, tales como la tarjeta Z80 que permitió que el Apple utilizara el procesador Z80 de Zilog y correr una multiplicidad de programas desarrollados bajo el sistema operativo CP/M tal como la base de datos dBase II y el procesador de texto WordStar. También había una tarjeta 6809, fabricada por terceros, con la cual se podía correr el OS-9 Level One. La tarjeta de sonido Mockingboard mejoró muchísimo las capacidades audio del Apple. Incluso se fabricaron las llamadas tarjetas aceleradoras, que duplicaban o cuadruplicaban la velocidad de la computadora.
Mención aparte merece una familia de tarjetas que en realidad eran un PC en tarjeta, algunas con memoria propia, las primeras usando la del equipo anfitrión. Utilizaban el sistema de vídeo y teclado del Apple como una emulación del PC, al igual que varias tarjetas. Podían usar las unidades de disco presentes (con los problemas de formato si no eran Unidisk), y crear una partición en el disco duro desde el que ejecutar MS-DOS. Los procesadores iban del Intel 8086 al Intel 80386, existiendo una versión específica para los Apple II GS.

### Apple II Plus
En 1979 aparece el Apple II Plus, que incluyó el lenguaje de programación Applesoft BASIC en ROM, escrito por Microsoft, y que previamente estaba disponible como una mejora. El Applesoft BASIC agregó soporte para la aritmética de coma flotante pero sacrificó la velocidad de manejo de números enteros en el proceso. El Apple II Plus tenía entre 16 y 48 KiB de RAM, ampliable a 64 KiB a través de una «language card» (tarjeta de lenguaje) que permitía a los usuarios cambiar rápidamente entre los dialectos BASIC «INT» (Integer) y «FP» (Applesoft), pero destruyendo en el proceso cualquier programa que no se hubiese guardado. La adición de la language card también permitió el uso de los compiladores UCSD Pascal y FORTRAN 77 lanzados para el Apple en esa época.

### Apple IIe

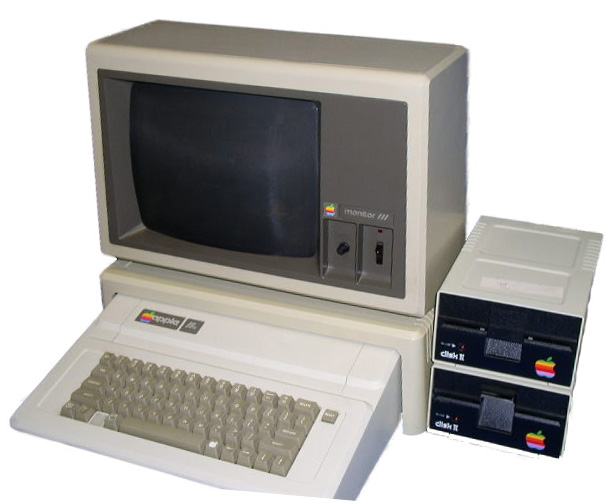
El Apple IIe

En 1982 se lanza el Apple IIe, una versión de costo reducido que utilizó chips más nuevos para reducir la cantidad total de componentes y costos. También mostraba por pantalla letras mayúsculas y minúsculas y tenía 64 KiB de RAM ampliables a 128 KiB. El IIe podía también mostrar texto en alta resolución con una tarjeta enchufable de ochenta columnas. El IIe fue probablemente el Apple II más popular y era considerado ampliamente como el «caballo de trabajo» de la línea.

### Apple IIc

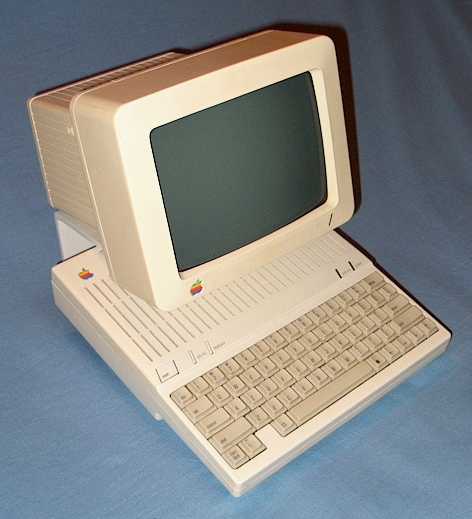
El Apple IIc

Apple lanzó el Apple IIc en mayo de 1984, comercializándolo como el primer Apple II portátil. Utilizó la versión mejorada del procesador MOS 6502 en tecnología CMOS: 65C02 y ofreció soporte incorporado para los controladores de discos, módem, impresora, y una exhibición de ochenta columnas de texto que requería tarjetas vendidas por separado en modelos anteriores. Sin embargo, debido a su diseño compacto, el Apple IIc tenía una limitada capacidad de expansión. Antes de ser comercializado, el Apple IIc tenía en ciertos documentos internos el nombre código «Lolly».

### Enhanced Apple IIe
Poco después introducir el Apple IIc, Apple produjo un Apple IIe Enhanced (Apple IIe Mejorado) que utilizó el procesador 65C02. Una versión final del IIe, conocida como el Apple IIe Platinum, fue introducida después. Agregó un teclado numérico, soporte interno para 80 columnas y utilizó una carcasa de diferente color a las versiones anteriores del IIe.

### Apple IIGS

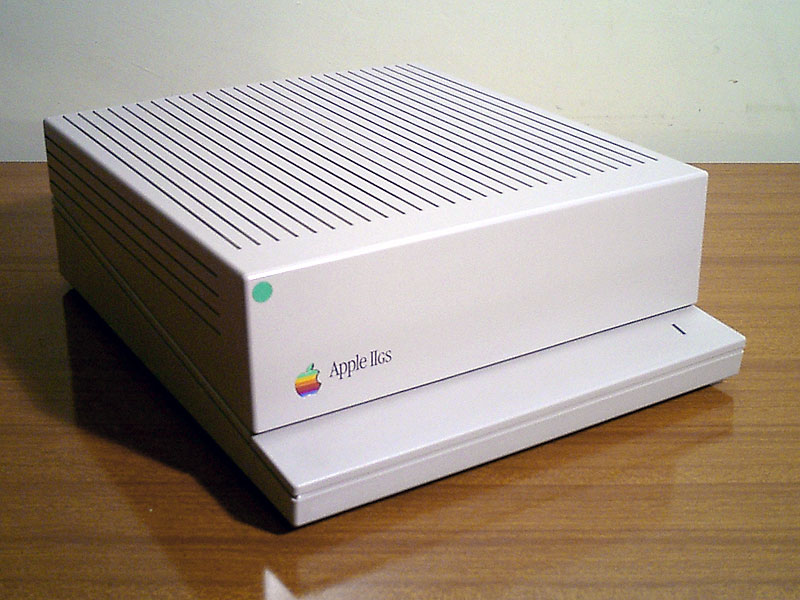
El Apple IIGS

El siguiente y el más poderoso miembro de la línea fue el computador de Apple IIGS, lanzada en 1986. El IIGS ofreció un procesador 65C816 de 2.8 MHz con registros de 16 bits y direccionamiento de 24 bits. Tenía más memoria, mejor color, más periféricos (entre las ranuras al tarjeta estilo IIe y controladores en la tarjeta estilo IIc), y una interfaz gráfica de usuario derivada del Mac OS. Una versión mejorada, el IIGS ROM 03, fue introducida después en 1989, con más memoria incorporada y muchas otras mejoras.

### Apple IIc Plus

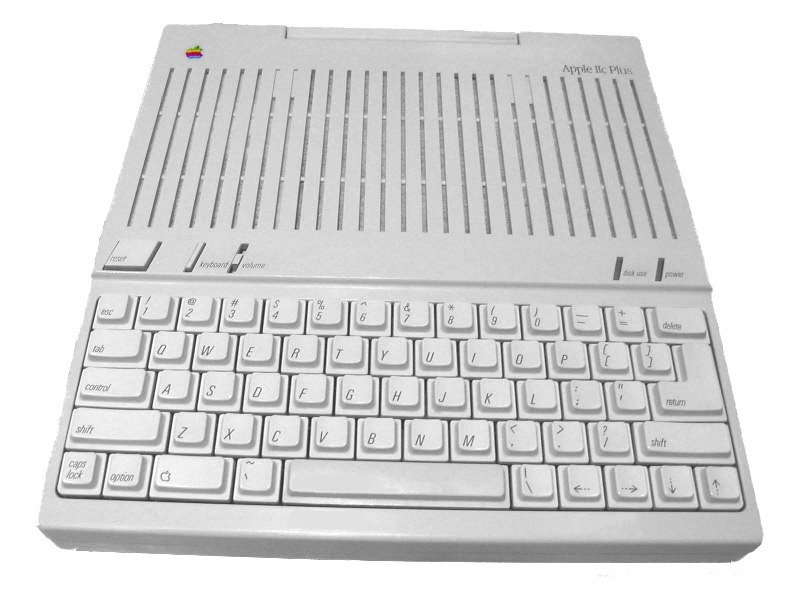
El Apple IIc Plus

El Apple IIc Plus, introducido en 1988, fue casi el último Apple II. Era casi del mismo tamaño que el IIc que vino antes que él, pero la unidad de disquete de 5¼ fue reemplazada por una unidad de 3½. La fuente de alimentación fue colocada dentro del computador, a diferencia del IIc en que la mayor parte de la fuente estaba en el exterior. Tenía un rápido procesador 65C02 de 4 MHz. Este procesador hizo al IIc Plus el más rápido Apple II tal y como venía de fábrica, aunque los dispositivos aceleradores para los modelos previos con frecuencia excedían esta velocidad. El IIe y el IIc podían ir, con el acelerador de RocketChip, tan rápido como a 10 MHz, mientras que el ZipGS podría llevar al IIGS a 12 MHz o más.

### Apple IIe Card
En 1990 fue lanzada la Apple IIe Card (tarjeta Apple IIe), una tarjeta de expansión para la línea LC de las computadoras Macintosh. La tarjeta era esencialmente un miniaturizado y completamente ampliado Apple IIe. Esto permitió al Macintosh correr el software de 8 bits del Apple II sin ningún conflicto, ayudando de esta manera al fallecimiento de la línea del Apple II.

### Otras tarjetas para periféricos
Durante los años 80 muchas compañías proporcionaron a la familia de Apple II tarjetas para periféricos que añadieron funcionalidad gracias al diseño de slot de Steve Wozniak. Una de las compañías fue Applied Engineering. Dos de las tarjetas más populares y exitosas fueron RamWorks (y sus sucesoras RamWorks II y RamWorks III) y TransWarp. La tarjeta RamWorks III reemplazaba la tarjeta de memoria auxiliar de la Apple IIe y con la tarjeta hija apropiada podía llegar a 3 MiB de memoria RAM. La tarjeta TransWarp era aceleradora, podía llevar la velocidad de la Apple II de su 1 MHz nativo a 3.6 MHz con el TransWarp y 8 MHz con el TransWarp II. Applied Engineering también desarrolló y vendió unidades de discos de 3½ pulgadas de 1.44 MiB, una mejora sobre el original de Apple de 800 KiB, aunque Apple posteriormente lanzó su propia unidad de 1.44 MiB (apodado SuperDrive) en la Apple IIe y IIGS. Fue uno de los últimos productos de Apple II lanzado por Apple, y fue cancelado poco después, junto con toda la línea de Apple II.
Otra tarjeta de Apple era la tarjeta Apple II ProFile. Esta tarjeta se conectaba al disco duro Apple ProFile que fue originalmente diseñado para la Apple III. Estuvo disponible primero en la configuración de 5 MiB y luego en 10 MiB de almacenamiento.

### Fin del Apple II
Alrededor de 1986 la línea de productos Macintosh de Apple eclipsó las ventas de Apple II. Apple continuó vendiendo y brindando asistencia al IIGS hasta 1992-1993, en gran parte debido a su uso en escuelas. Sin embargo, Apple brindó asistencia al IIe hasta 1996, debido a que muchos sistemas de videojuegos estaban basados en el mismo chip que el IIe, siendo el más notable el NES. El Apple IIe permitía hacer pruebas del código del juego más fácilmente que con un PC o un Mac.

## Mercadeo, publicidad, y empaque
A Mike Markkula, un vendedor retirado de Intel que proporcionó fondos críticos para Apple Computer, le interesaba el mercadeo. Desde 1977 hasta 1981 la agencia Regis McKenna se encargó de publicidad y mercadeo de Apple. En 1981, Chiat-Day adquirió las operaciones publicitarias de Regis McKenna y entonces trabajó para Apple. En la agencia Regis McKenna, el equipo asignado para lanzar la Apple II consistió de Rob Janoff, director de arte, Chip Schafer, redactor y Bill Kelley, ejecutivo de cuenta.
Janoff ideó el logo de la manzana mordida. El diseño era originalmente de color verde oliva, Steve Jobs insistió en promover la capacidad de color de la Apple II colocando los colores del arcoíris. En el membrete y la tarjeta de presentación la a redondeada del logotipo seguía la mordida en el logo. Este logo fue desarrollado simultáneamente con un comercial y un folleto. Desde la Apple II original, Apple ha prestado mucha atención a la calidad del empaque, en parte por las preferencias y opiniones personales para empaque y producto final de Steve Jobs. El empaque la serie de Apple II era similar, caracterizado por mucho espacio limpio blanco y muy destacado el logo de arcoíris de Apple. Apple utilizó la fuente Motter Tekkura hasta los años 80 cuando cambió a Apple Garamond.
La primera publicidad para la Apple II fue en la edición de julio de 1977 de la revista Byte, dos páginas completas con el título «Introducing the Apple II» (Presentando la Apple II) y seguido por una tercera página completa que era la planilla de compra. Luego salió en la edición de septiembre del mismo año en la revista Scientific American.
Vinieron luego ocho comerciales de televisión para la Apple IIGS, enfatizando los beneficios para la educación y los estudiantes, junto con algunos impresos.
Cerca del final de 1982, al director de arte Brent Thomas y Steve Hayden de les ocurrió la idea de hacer una campaña publicitaria basada en la oportuna frase «por qué 1984 no será como 1984» haciendo referencia al libro titulado 1984 de George Orwell. Chiat-Day se la ofreció a varios clientes, incluyendo a Apple, donde se propuso para ser usado en una publicidad impresa en el Wall Street Journal promocionando la Apple II. Apple no estuvo interesado y la idea fue archivada hasta la primavera de 1983, cuando se reunieron con el equipo de mercadeo de Macintosh.

## Clones

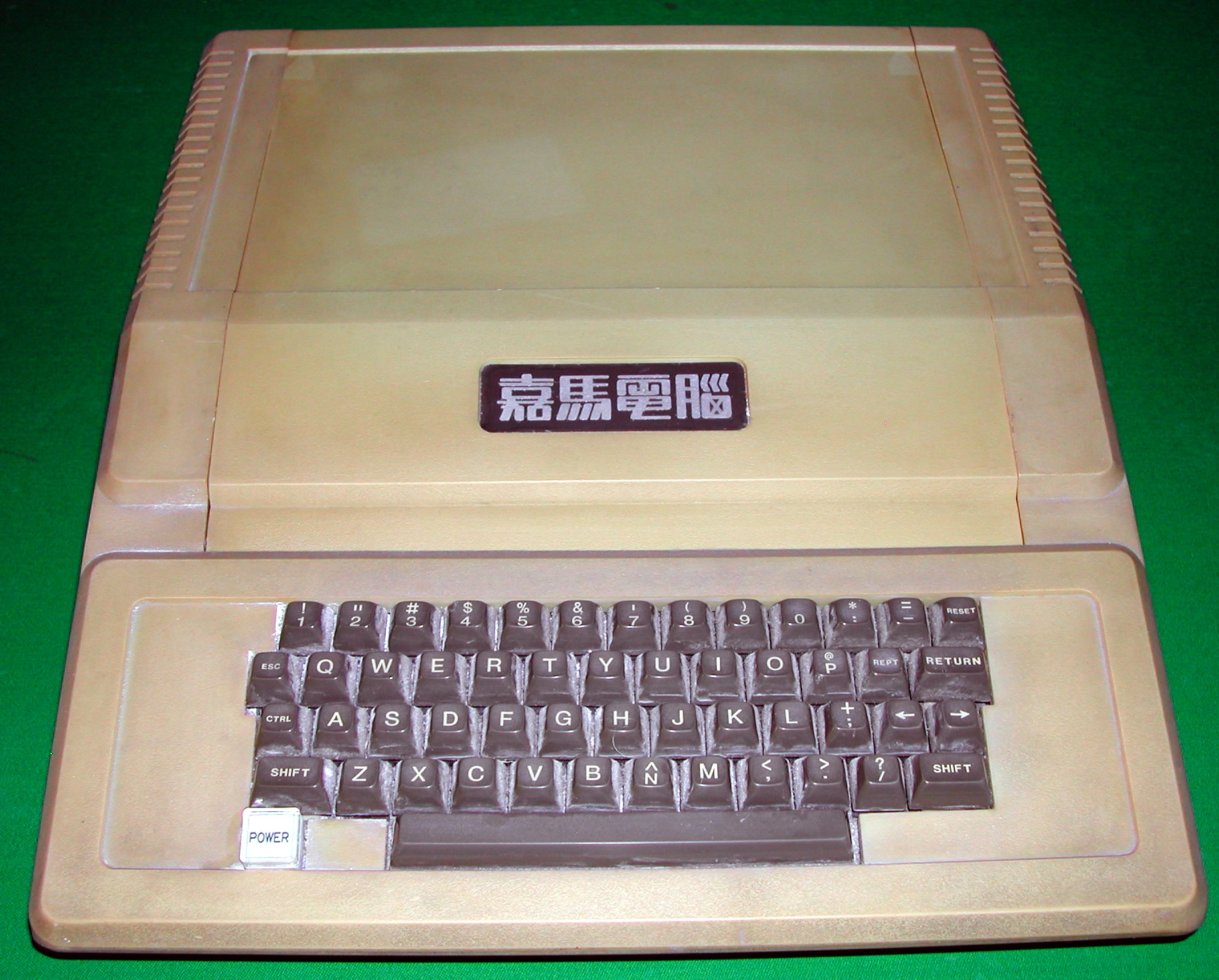
El Jiama (嘉馬) SPS-109, un clon taiwanés del Apple II. Tiene un aspecto exterior casi idéntico al del Apple II y II+, incluyendo una idéntica carcasa, color y distribución del teclado. La única diferencia física apreciable es la etiqueta, arriba del teclado, que identifica el computador.

Al igual que con el IBM PC, el Apple II fue clonado con frecuencia, tanto en los Estados Unidos como fuera de él, hay en existencia 181 clones conocidos.
La serie Ace de clones de Apple II, manufacturada por Franklin Computer Corporation fue la más conocida y la que tuvo el impacto más duradero, debido a que Franklin copió las ROM y el software de Apple admitiéndolo libremente. 
El razonamiento de Franklin era que la ROM de una computadora era simplemente un patrón de interruptores fijados en una posición determinada, y uno no puede tener copyright de un patrón de interruptores. 
Apple pleiteó con Franklin cerca de cinco años para sacar sus clones del mercado, y en última instancia tuvo éxito. Más adelante, la compañía lanzó clones que no infringían la ROM de Apple, pero que eran menos compatibles con los computadores de esta.
Apple también cuestionó el computador Laser 128 de VTech, un clon mejorado del Apple IIc comercializado en 1984. Este desafío legal terminó sin éxito para la Apple, porque VTech había hecho ingeniería inversa en el Monitor de la ROM en lugar de copiarlas, y había licenciado la ROM del Applesoft BASIC a su creador Microsoft. Increíblemente Apple había descuidado obtener los derechos exclusivos para el dialecto Applesoft. El Laser 128 probó ser popular y permaneció en el mercado por muchos años en su forma original y en las versiones mejoradas que corrían más rápido que 1 MHz. Aunque no era completamente compatible con el Apple II, era suficientemente popular como para que la mayoría de los desarrolladores se asegurasen de que su software funcionara en el Laser. Debido a que con frecuencia fue vendido vía pedidos por correo y minoristas de mercancía masiva como Sears, el Laser 128 pudo haber afectado a los competidores de bajo costo tales como Commodore Business Machines tanto como lo hizo con Apple.
Mientras que los primeros clones del Apple II eran generalmente copias exactas de sus contrapartes de Apple, los clones posteriores tendían a tener capacidades adicionales, además de socavar el precio de la Apple. Un modelo temprano de Franklin, el Ace 1000, soportaba un teclado numérico y letras minúsculas mucho antes que estas características fueron agregadas al Apple IIe. La serie Laser 128 es acreditada a veces de forzar a Apple a lanzar el Apple IIc Plus (la unidad de disco de 3.5 pulgadas y el procesador acelerado eran características que el Laser había iniciado).

## General

### Almacenamiento del Apple II
El Disk II era una disquetera para manejo de disquetes de 5¼ pulgadas. Los primeros DOS para el Apple II fueron el DOS 3.1 y el DOS 3.2, que almacenaron 113.75 KiB en cada disco. Después de cerca de dos años, el DOS 3.3 fue introducido. Permitía almacenar 140 KiB gracias a un cambio menor en el hardware del controlador de disco. La comunidad de usuarios descontinuó el uso del DOS 3.2 excepto para correr software viejo. Proporcionado con el DOS 3.3 había un programa llamado MUFFIN que permitía que los usuarios copiaran archivos de discos DOS 3.2 a discos DOS 3.3.
El disco DOS 3.3 formateado tenía treinta y cinco pistas, cada pista tenía dieciséis sectores y cada sector tenía 256 bytes de datos, dando un total de 35 × 16 × 256 = 143 360 bytes (140 KiB). Las pistas 0, 1 y la mayor parte de la 2 estaban reservadas para almacenar el propio DOS 3.3. La pista diecisiete fue reservada para el directorio. La pista diecisiete fue elegida porque estaba situada en el centro del disco de treinta y cinco pistas, de esta manera se reducía el tiempo medio de búsqueda (seek time) a la frecuentemente usada pista del directorio.
La mayoría de los fabricantes de juegos no incluyeron el DOS 3.3 en sus disquetes. Ellos escribían sus propios boot loaders (cargadores de arranque) y sistemas de archivos de solo lectura para consumir la menor cantidad de espacio en disco.
Algunos fabricantes vendieron unidades controladoras de disquetera que podían escribir cuarenta pistas en la mayoría de los discos de 5¼ pulgadas, rindiendo 160 KiB de almacenamiento por disco, pero el formato no se volvió popular, y no se conoce software que haya sido publicado en medios de 40 pistas.
Los últimos Apple II podían utilizar la unidad Apple UniDisk 3.5 de 3½ pulgadas con una capacidad total de 800 KiB. El DOS 3.3 no soportaba estas unidades nativamente por lo que era necesario una actualización o usar software de terceros, y los discos mayores de alrededor de 400 KiB tuvieron que ser divididos en múltiples «volúmenes de disco virtual». El sistema operativo ProDOS fue creado en 1983, y fue un descendiente del SOS del Apple ///. Rápidamente se convirtió en el sistema operativo favorito del Apple II gracias al soporte nativo para volúmenes de hasta 32 MiB y por el hecho de que la popular aplicación AppleWorks lo requería. Menos comunes, en los primeros tiempos, eran computadoras Apple II equipadas con un disco duro Apple Profile, que tenía una capacidad total de 5 MiB. Más adelante, Apple y otras compañías introdujeron las tarjetas de interfaz IDE y SCSI junto con discos duros de mayor capacidad. Un modelo popular, provisto por terceros, fue el Sider, de First Class Peripherals, que ofrecía 10 MiB por 695 $ un precio increíblemente bajo para la época.

### Presentaciones de «II»
El «II» del nombre fue dibujado alternativamente en una variedad de maneras creativas usando símbolos de la puntuación. Por ejemplo, el Apple II y el «no mejorado» IIe fue escrito comúnmente escrito como ][ y el ][e, y el IIc y los modelos mejorados platinum IIe fueron escritos como //c, y //e. Finalmente, el IIGS y el IIc plus fueron escritos en la forma que se usa en este artículo.

### Legado
Hoy en día, incluso un PC que funciona con Microsoft Windows puede emular los modelos importantes de Apple II con software emulador tal como AppleWin, copiando el disco a través de una línea serial. No obstante los emuladores no pueden correr software en medios con protección anticopia a menos que se remuevan las restricciones de copia del software. Están disponibles libremente en Internet numerosas imágenes de discos para el software de Apple II. Hay un movimiento en marcha para convencer a los dueños del copyright de software clásico de Apple II para que permitan, oficialmente, la distribución libre sin restricción de su software.
Un homenaje inusual para el Apple II es «hack» llamado «bsod» para el protector de pantallas XscreenSaver. El protector de pantallas bsod duplica la apariencia de las pantallas cuando un computador se estrella para los varios sistemas operativos, incluyendo la «pantalla azul de la muerte», de la cual toma su nombre (Blue Screen Of Death). En el caso del Apple II, el protector de pantalla emula realmente la exhibición de la pantalla de CRT usada entonces, así que la pantalla parecerá crisparse mientras que los bloques de texto se encienden y apagan. Otro módulo, llamado «Apple2» muestra un Apple II trabajando, comenzando a usarse para mecanografiar y correr tres diferentes programas de BASIC, también con la emulación del CRT, e incluso con errores tipográficos o «errores de sintaxis».

### Impacto en la industria
Es difícil estimar el enorme impacto que la familia de computadoras Apple II ha tenido en el negocio mundial y, especialmente, en la industria de la tecnología. El Apple II fue la primera computadora que la mayoría de la gente había visto en su vida (en el continente americano), y que podía ser comprada, por su bajo costo, por las familias de la clase media. Su popularidad inició el mercado entero de los juegos de computadora, el mercado del software educativo, un crecimiento explosivo en el mercado del proceso de textos y el mercado de las impresoras, y la absoluta «aplicación asesina» para los negocios, VisiCalc, la primera hoja de cálculo del mundo. Por sí mismo, el VisiCalc vendió muchos Apple II a mucha gente de negocios. Por otro lado, el éxito en el mercado casero inspiró la creación de muchos otros computadores caseros baratos tales como el VIC-20 (1980) y el Commodore 64 (1982), que a través de sus significativos precios bajos introdujeron las computadoras a varios millones de usuarios caseros, tomando algo de la cuota de mercado del Apple en el proceso.
El éxito del Apple II espoleó a IBM para crear el IBM PC, que entonces fue comprado por los gerentes medios en todas las líneas de negocio para ejecutar programas de hoja de cálculo y proceso de textos, que al principio fueron simples traducciones de las versiones de la Apple II, y más adelante inspiraron todo un conjunto de nuevas franquicias de aplicaciones de software. La fuerte popularidad de estas PC y sus clones volvieron a transformar los negocios otra vez, con aplicaciones de redes locales tales como el correo electrónico y el uso más reciente de las PC para tener acceso a USENET y a la World Wide Web.
Una lección valiosa de las primeras computadoras Apple II fue la importancia de una arquitectura abierta para una plataforma de computadora. Las ranuras de expansión del Apple II, al permitir que cualquier tarjeta periférica tomara el control del bus, activaron una industria independiente de fabricantes de tarjetas que juntos crearon una inundación de productos de hardware que le dieron oportunidad a los usuarios de construir sistemas que eran mucho más poderosos, útiles, y a un costo menor que lo que hubiera ocurrido si Apple hubiera mantenido su sistema completamente propietario. Apple decidió no crear una arquitectura abierta con los primeros modelos del Macintosh, y esto ampliamente se ha visto como algo que dificultó su éxito potencial. Mientras tanto, IBM había creado su IBM PC con una arquitectura abierta, que lo estimuló al éxito, aunque al final su arquitectura abierta permitió que los clones fueran manufacturados por competidores que se iniciaban como Compaq, Dell, Gateway, y un número incontable de otros fabricantes, conduciendo finalmente al abandono por parte de IBM del negocio de computadores personales, la cual vende su división PC en 2005.

## Curiosidades
- La primera versión del videojuego ¿Dónde está en el mundo Carmen Sandiego?, lanzado en 1985 con la computadora Apple II en 1985, fue incluido con la compra del Almanaque Mundial de ese año.[7]